# Sofa Surfers
Sofa Surfers ist eine österreichische Band, bestehend aus Wolfgang Frisch, Markus Kienzl, Michael Holzgruber und Mani Obeya. Bis 2014 war Wolfgang Schlögl ebenfalls Mitglied der Gruppe. Der Musikstil der Gruppe ist eine Mischung aus Rock-Elementen und elektronischer Musik und bewegt sich zwischen Trip Hop, Dub und Acid Jazz. Der erste Erfolg kam zusammen mit dem ebenfalls aus Wien stammenden Richard Dorfmeister, der den Track Sofa Rockers vom Album Transit für Kruder & Dorfmeister auf dem Album The K & D Sessions veröffentlichte.

## Werdegang
In der europäischen Dub- und Techno-Szene sorgte das 1997 erschienene Album Transit mit den beiden Singleauskopplungen The Plan und Sofa Rockers bereits für Aufsehen, aber erst die anschließende Tour erntete Begeisterungsstürme. Das zweite Album Cargo zeichnet sich durch Minimalismus und viele Breakbeat-Elemente aus. Die darauffolgenden Platten sind eher in die Kategorie Downbeat bzw. Trip-Hop einzuordnen. Nach dem Beitritt des Sängers Mani Obeya zur Band im Jahr 2004 erschien im Jahr 2005 ein neues Album, das sich auch durch die erstmalige Verwendung von Gitarre und Schlagzeug grundsätzlich von den vorherigen Alben unterschied.
Die Single Sofa Rockers wurde vom Unternehmen Apple als Untermalung zu den Willkommen-Videos in Mac OS X 10.0, Mac OS X 10.1 und Mac OS X 10.2 gewählt. Diese Videos werden einmalig nach erfolgreicher Installation abgespielt.
Für sämtliche Verfilmungen der Wolf-Haas-Krimis rund um den fiktiven Privatdetektiv Simon Brenner – Komm, süßer Tod (2000), Silentium (2004), Der Knochenmann (2009) und Das ewige Leben (2015) – steuerten Sofa Surfers Soundtracks bei. Auch der Film Anatomie (2000), mit Franka Potente, enthält ein Lied der Sofa Surfers.
2012 erschien das Album Superluminal, mit dem die Sofa Surfers bei den Amadeus Austrian Music Awards 2013 die Kategorie „Alternative“ gewannen.
Ende Oktober 2014 verließ das Gründungsmitglied Wolfgang Schlögl die Band „aus persönlichen Gründen und um sich verstärkt anders gelagerten Projekten zu widmen“.

## Diskografie
- 1997: Transit
- 1999: Cargo
- 2000: Constructions/Sofa Surfers Remixed & Dubbed
- 2000: Komm, Süßer Tod (Soundtrack)
- 2002: Encounters
- 2004: See the Light
- 2005: Sofa Surfers (Das rote Album)
- 2010: Blindside
- 2012: Superluminal
- 2014: Das ewige Leben (Soundtrack)
- 2015: Scrambles, Anthems and Odysseys
- 2017: 20

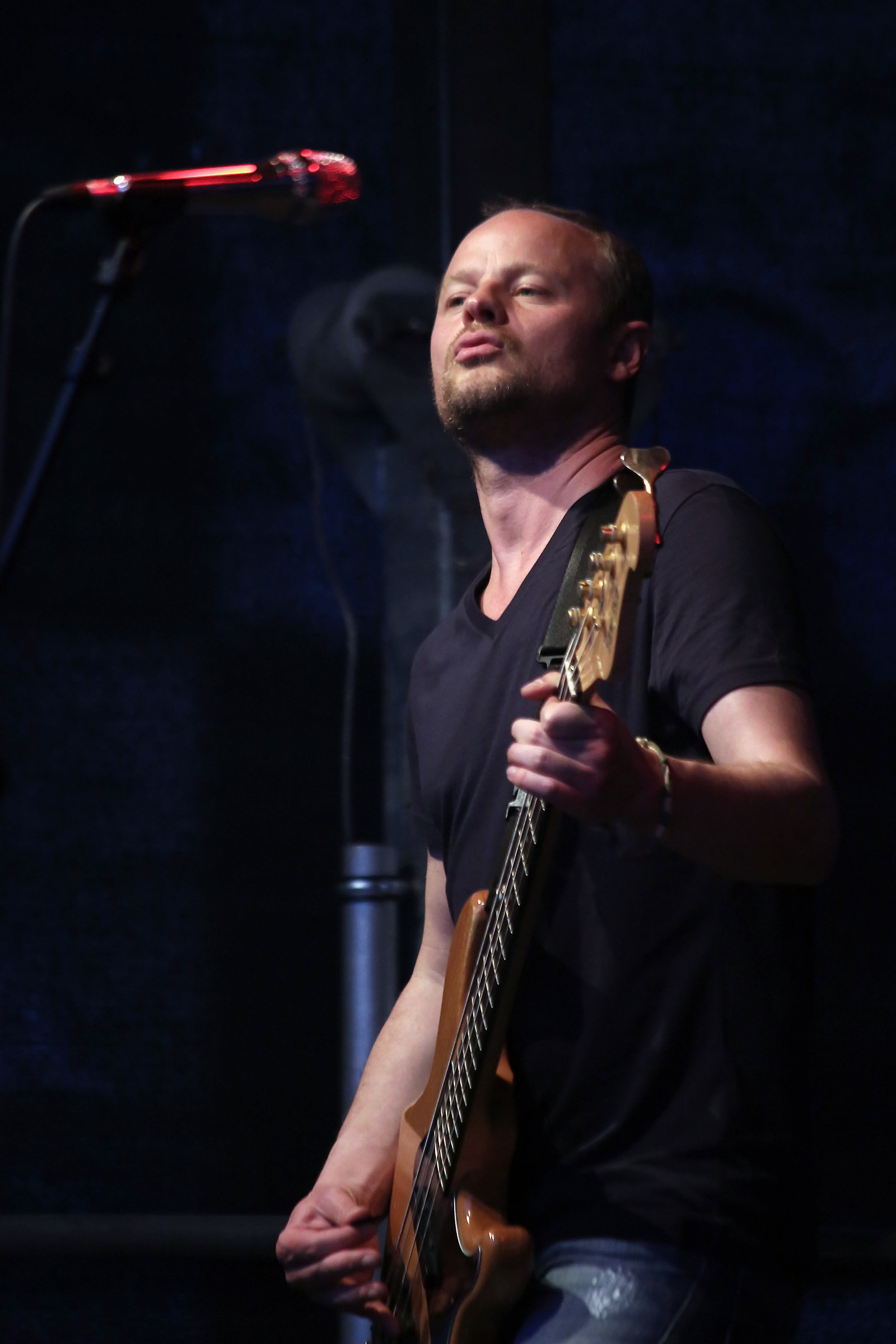
Wolfgang Frisch
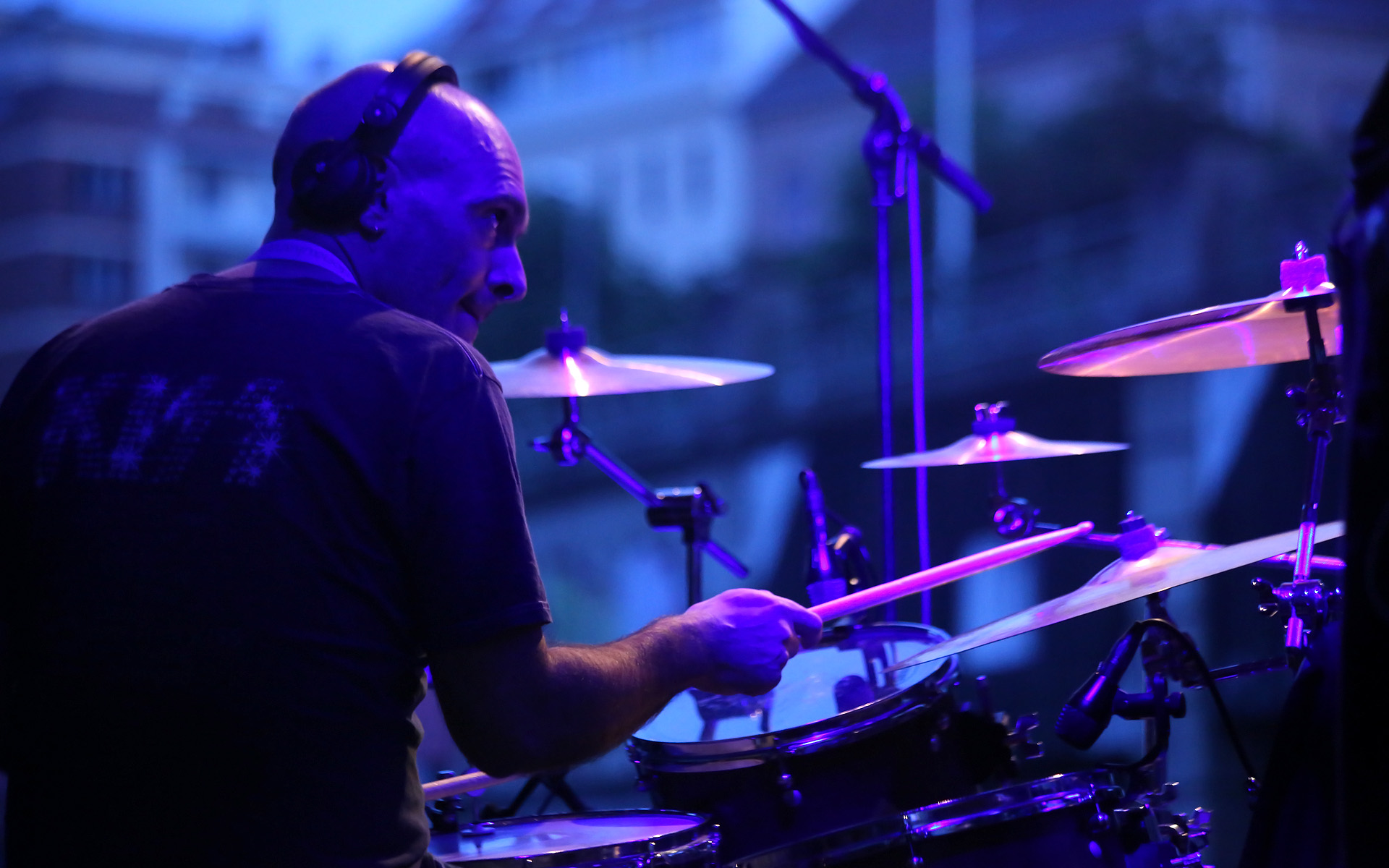
Michael Holzgruber
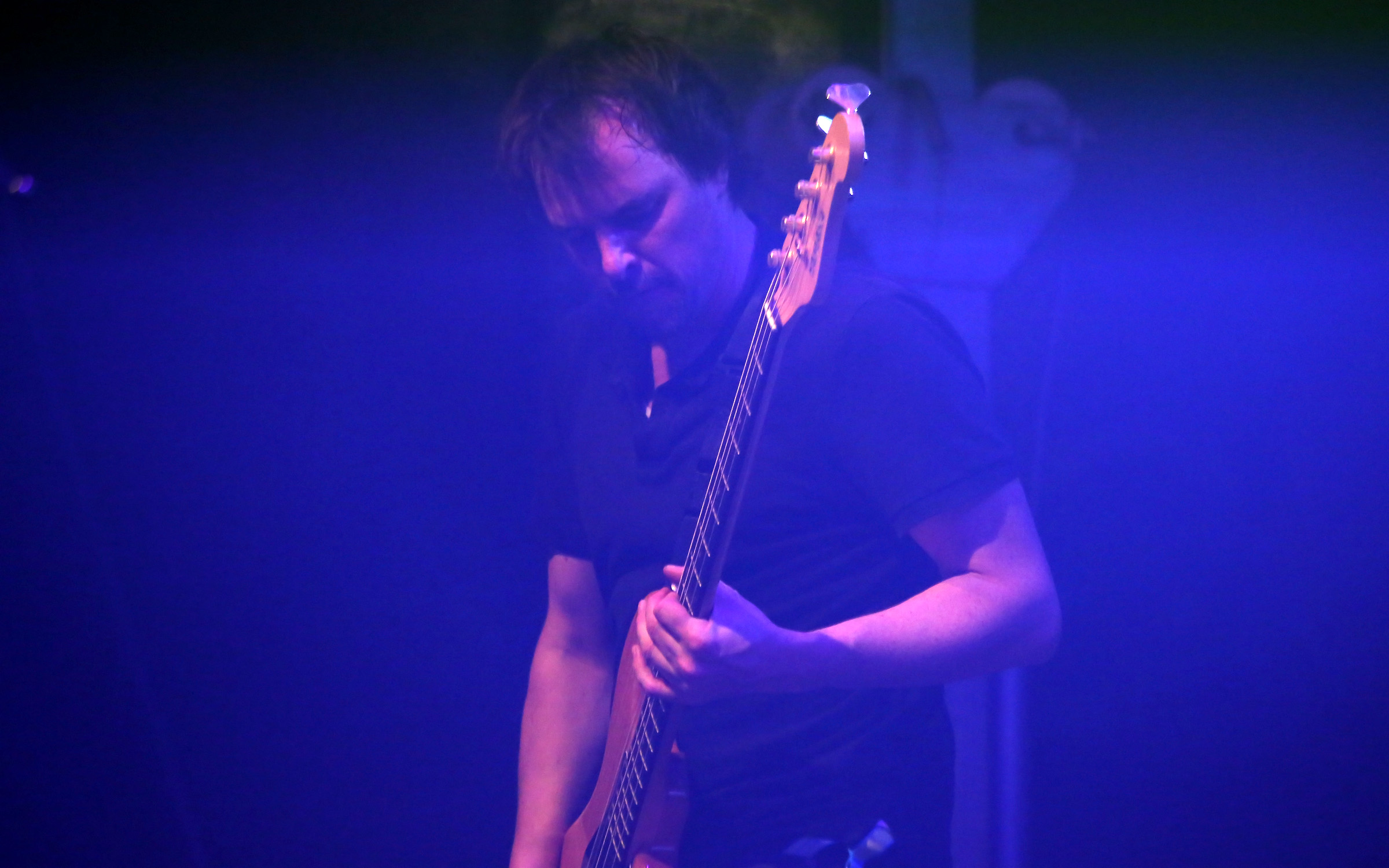
Markus Kienzl
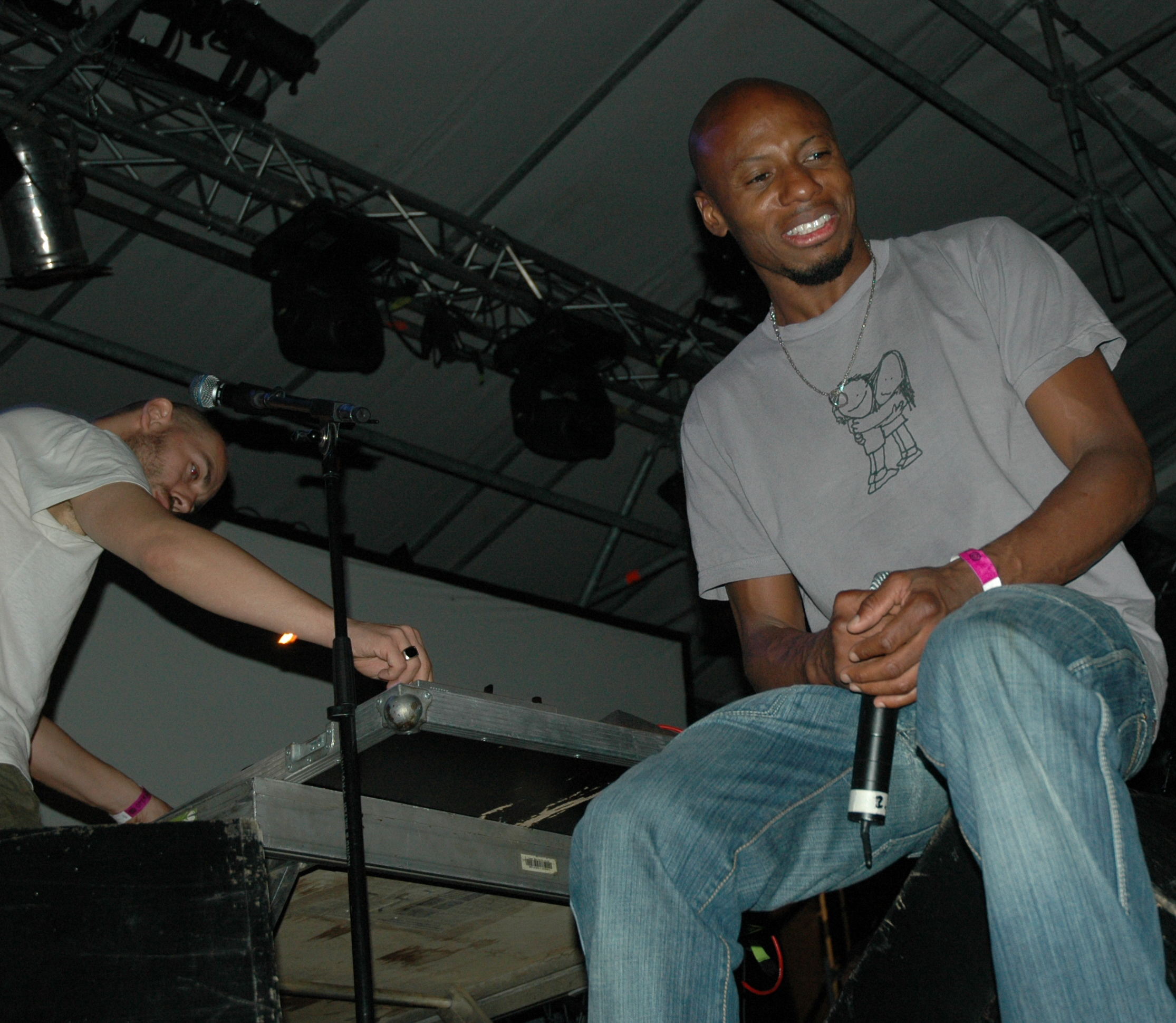
Mani Obeya (rechts)
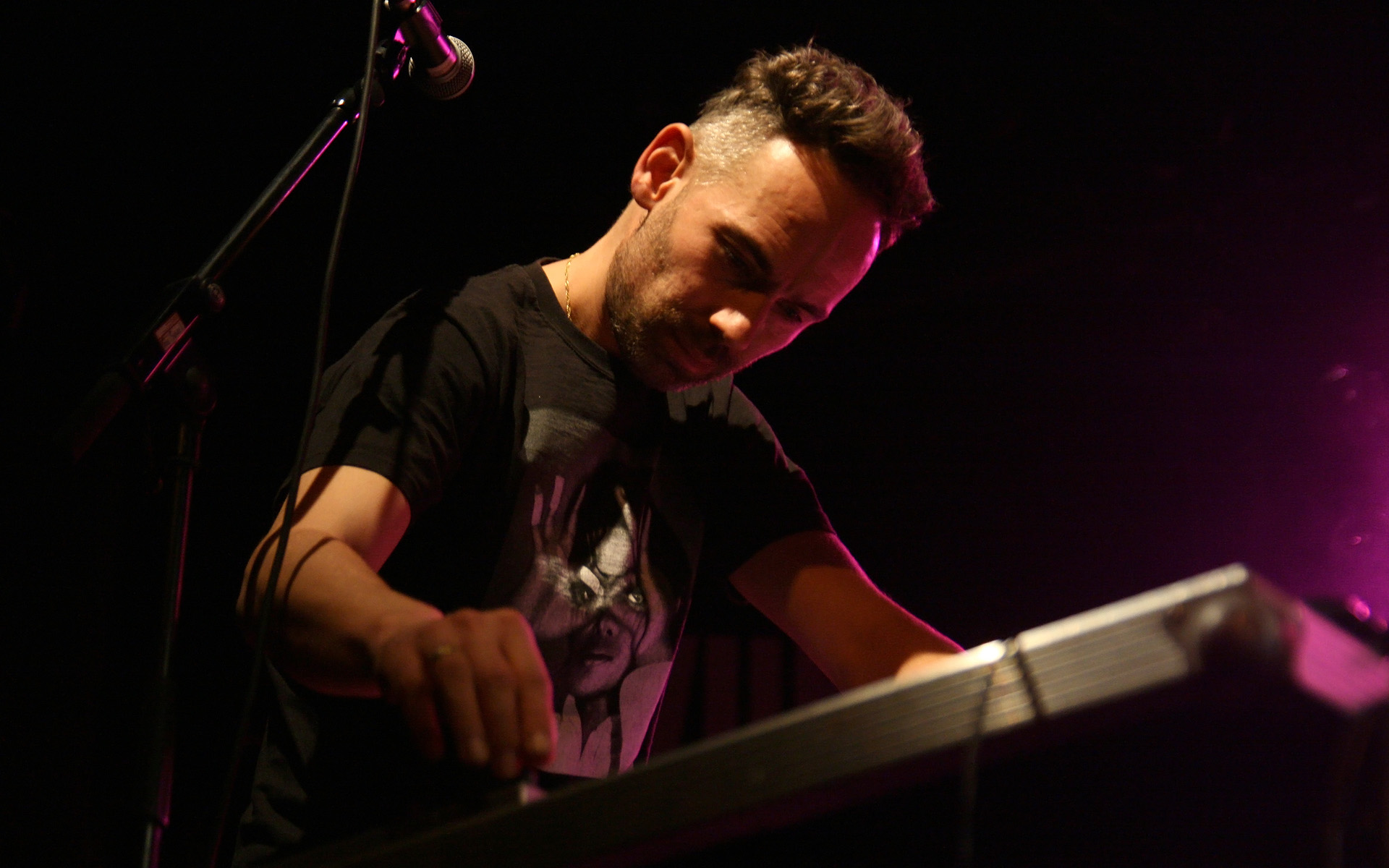
Wolfgang „I-Wolf“ Schlögl

## Auszeichnungen
- Amadeus Award 2010: Electronic/Dance
- Amadeus Award 2013: Alternative